# Hartl (Familienname)
Hartl ist ein deutscher Familienname.

## Namensträger
- Ada Kretzer-Hartl (1897–1963), deutsche Kinder- und Jugendbuch-Autorin
- Albert Hartl (1904–1982), deutscher SS-Sturmbannführer (NSDAP)
- Alexander Hartl (* 1965), deutscher Voltigierer
- Alois Hartl (1845–1923), Weihbischof im Erzbistum München und Freising
- Alois Hartl (Fußballspieler) (1924–1986), österreichischer Fußballspieler und -trainer
- Antonín Hartl (1885–1944), tschechischer Journalist, Publizist und Übersetzer
- Benno Hartl (1874–1953), deutscher Kommunalpolitiker, Bürgermeister von Ismaning, siehe Liste der Bürgermeister von Ismaning
- Bruno Hartl (Komponist, 1880) (1880–1939), österreichischer Komponist und Kapellmeister
- Bruno Hartl (1963–2023),  österreichischer Paukist und Komponist
- Christian Hartl (* 1964), römisch-katholischer Geistlicher
- Claudia Hartl (* 1992), österreichische Skibobfahrerin
- Dieter Hartl (* 1966), österreichischer Basketballspieler
- Dimitri Hartl (1926–2015), deutscher Botaniker
- Dominik Hartl (* 1983), österreichischer Filmregisseur
- Eduard Hartl (1892–1953), deutscher Altgermanist
- Edwin Hartl (1906–1998), österreichischer Essayist und Kulturpublizist
- Franz Hartl (Politiker, 1867) (1867–nach 1919), deutscher Politiker, Gewerkschaftsvertreter im provisorischen Nationalrat Bayern
- Franz Hartl (Politiker, 1872) (1872–1929), österreichischer Politiker (SDAP)
- Franz Hartl (Politiker, 1901) (1901–1970), österreichischer Feuerwehrmann und Politiker (ÖVP)
- Franz Hartl (Händler) (1907–1976), bayerischer Großhändler
- Franz Hartl (Fußballspieler), österreichischer Fußballspieler
- Franz-Ulrich Hartl (* 1957), deutscher Zellbiologe
- Georg Hartl († 1978), deutscher Schauspieler
- Gregor Hartl (1902–1980), deutscher Politiker (CSU), Landrat und Senator (Bayern)
- Hans Hartl (Mathematiker) (1858–1939), österreichischer Mathematiker, Physiker und Politiker (Deutsche Volkspartei)
- Hans Hartl (Architekt), deutscher Architekt
- Hans Hartl (Innenarchitekt) (1899–1980), deutscher Architekt, Innenarchitekt und Gewerbelehrer
- Hans Hartl (Journalist) (1913–1990), siebenbürgischer Journalist
- Hans Hartl (Chemiker) (* 1940), deutscher Chemiker und Hochschullehrer
- Hans Hartl (Politiker) (* 1945), deutscher Politiker (SPD)
- Hans-Werner Hartl (* 1946), deutscher Fußballspieler
- Heinrich Hartl (Geodät) (1840–1903), österreichischer Geodät
- Heinrich Hartl (Komponist) (* 1953), deutscher Komponist und Pianist
- Helmut Hartl (1941–2018), österreichischer Botaniker und Hochschullehrer
- Johannes Hartl (* 1979), deutscher katholischer Theologe, Buchautor, Referent und Liedermacher
- Jörg Hartl (* 1977), deutscher Musiker und Trompeter
- Karl Hartl (1899–1978), österreichischer Filmregisseur
- Karl Hartl (Diplomat) (1909–1979), österreichischer Politiker, Diplomat und Schriftsteller
- Kurt Hartl (1928–2021), deutscher Chemiker
- Ladislaus Hartl (1915–2004), österreichischer Politiker (SPÖ)
- Leopold Hartl (1906–1979), österreichischer Politiker (ÖVP)
- Lydia Hartl (* 1955), deutsche Psychologin, Medienwissenschaftlerin und Kulturmanagerin
- Manajit Hayer-Hartl (* 1954), Biochemikerin und Biophysikerin
- Manuel Hartl (* 1985), österreichischer Fußballspieler
- Manuela Hartl (* 1975), deutsche Radrennfahrerin
- Maria Hartl (1916–1996), deutsche Landschaftsmalerin und Schriftstellerin
- Marianne Hartl (Marianne Reiner; * 1953), deutsche Volksmusikerin, siehe Marianne und Michael
- Max Hartl (* 1990), deutscher Schauspieler und Filmemacher
- Michael Hartl (Adolf Michael Hartl; * 1949), österreichischer Volksmusiker, siehe Marianne und Michael
- Nikolaus Hartl (* 1991), österreichischer Eishockeyspieler
- Oskar Hartl (* 1930), deutscher Fußballspieler
- Otto Weber-Hartl (1914–1988), deutscher Bildhauer
- Peter Hartl (* 1961), deutscher Journalist, Filmautor und Historiker
- Philipp Hartl (1928–2013), deutscher Physiker
- Philomene Hartl-Mitius (1852–1928), deutsche Schauspielerin
- Richard F. Hartl (* 1956), österreichischer Wissenschaftler
- Roswitha Hartl (* 1962), österreichische Judoka
- Rudolf Hartl (1868–1943), österreichischer Veterinärmediziner und Hochschullehrer
- Rudolf Hartl (1909–1943), österreichischer Widerstandskämpfer und NS-Opfer
- Rupert Hartl (1921–2006), oberösterreichischer Landeshauptmann-Stellvertreter
- Sonja Hartl (* 1967), österreichische Politikerin (SPÖ), Salzburger Landtagsabgeordnete
- Thomas Hartl (* 1967), österreichischer Schriftsteller
- Vinzenz Hartl (1872–1944), österreichischer römisch-katholischer Ordenspriester und Propst